# Liste der Meister der National Soccer League
Die Liste der Meister der National Soccer League setzt sich zusammen aus den Meistern der 28 Saisons der australischen National Soccer League von der Gründung im Jahre 1977 bis zu deren Auflösung im Jahre 2004. Insgesamt waren in den 28 Saisons 42 verschiedene Mannschaften in den Spielbetrieb der NSL integriert.

## Erklärung
- Saison: Nennt die jeweilige Saison in der die Meisterschaft ausgetragen wurde.
- Meister: Nennt den Namen des Vereins, der Meister wurde.
- Vizemeister: Nennt den Namen des Vereins, der Vizemeister wurde.
- Grand-Final-Ergebnis: Nennt das Endergebnis des Finales am Ende der Saison.
- Spielstätte (Finale): Nennt den Namen der Spielstätte in der das Finale ausgetragen wurde.
- Zuschauer (Finale): Nennt die Anzahl der anwesenden Zuschauer beim Finale.

## Liste
| Saison    | Meister             | Vizemeister         | Grand-Final-Ergebnis        | Spielstätte (Finale)                    | Zuschauer (Finale) |
| --------- | ------------------- | ------------------- | --------------------------- | --------------------------------------- | ------------------ |
| 1977      | Sydney City         | Marconi Club        | kein Grand Final abgehalten |                                         |                    |
| 1978      | West Adelaide       | Sydney City         | kein Grand Final abgehalten |                                         |                    |
| 1979      | Marconi Club        | Heidelberg United   | kein Grand Final abgehalten |                                         |                    |
| 1980      | Sydney City         | Heidelberg United   | kein Grand Final abgehalten |                                         |                    |
| 1981      | Sydney City         | South Melbourne     | kein Grand Final abgehalten |                                         |                    |
| 1982      | Sydney City         | St. George Budapest | kein Grand Final abgehalten |                                         |                    |
| 1983      | St. George Budapest | Sydney City         | kein Grand Final abgehalten |                                         |                    |
| 1984      | South Melbourne     | Sydney Olympic      | 4:2 (Hin- und Rückspiel)    | Olympic Park Stadium St. George Stadium | 10.000 11.221      |
| 1985      | Brunswick Juventus  | Sydney City         | 2:0 (Hin- und Rückspiel)    | St. George Stadium Olympic Park Stadium | 2.491 7.560        |
| 1986      | Adelaide City       | Sydney Olympic      | 3:2 (Hin- und Rückspiel)    | Hindmarsh Stadium Parramatta Stadium    | 12.232 14.032      |
| 1987      | APIA Leichhardt     | Preston Lions       | kein Grand Final abgehalten |                                         |                    |
| 1988      | Marconi Club        | Sydney United       | 2:2 (5:4 n. E.)             | Parramatta Stadium                      | 17.064             |
| 1989      | Marconi Club        | Sydney Olympic      | 1:0                         | Parramatta Stadium                      | 23.387             |
| 1989/90   | Sydney Olympic      | Marconi Club        | 2:0                         | Parramatta Stadium                      | 26.353             |
| 1990/91   | South Melbourne     | Melbourne Knights   | 1:1 (5:4 n. E.)             | Olympic Park Stadium                    | 21.338             |
| 1991/92   | Adelaide City       | Melbourne Knights   | 0:0 (4:2 n. E.)             | Olympic Park Stadium                    | 15.463             |
| 1992/93   | Marconi Club        | Adelaide City       | 1:0                         | Parramatta Stadium                      | 13.376             |
| 1993/94   | Adelaide City       | Melbourne Knights   | 1:0                         | Olympic Park Stadium                    | 13.790             |
| 1994/95   | Melbourne Knights   | Adelaide City       | 2:0                         | Hindmarsh Stadium                       | 16.000             |
| 1995/96   | Melbourne Knights   | Marconi Club        | 2:1                         | Olympic Park Stadium                    | 14.258             |
| 1996/97   | Brisbane Strikers   | Sydney United       | 2:0                         | Lang Park                               | 40.446             |
| 1997/98   | South Melbourne     | Carlton             | 2:1                         | Olympic Park Stadium                    | 16.000             |
| 1998/99   | South Melbourne     | Sydney United       | 3:2                         | Olympic Park Stadium                    | 15.194             |
| 1999/2000 | Wollongong Wolves   | Perth Glory         | 3:3 (7:6 n. E.)             | Subiaco Oval                            | 43.242             |
| 2000/01   | Wollongong Wolves   | South Melbourne     | 2:1                         | Parramatta Stadium                      | 13.402             |
| 2001/02   | Sydney Olympic      | Perth Glory         | 1:0                         | Subiaco Oval                            | 42.735             |
| 2002/03   | Perth Glory         | Sydney Olympic      | 2:0                         | Subiaco Oval                            | 38.111             |
| 2003/04   | Perth Glory         | Parramatta Power    | 1:0                         | Parramatta Stadium                      | 9.630              |